# Javier Moreno Sánchez
Javier Moreno Sánchez (Ginebra, Suïssa, 12 de març de 1965) és un polític espanyol fill d'emigrants espanyols.
Llicenciat en relacions internacionals a l'Institut d'Alts Estudis Internacionals de Ginebra el 1989, va començar la seva carrera professional com a mestre a Suïssa abans d'emprendre la seva marxa per les institucions europees a Brussel·les, de la mà d'Enrique Barón. Assessor en diversos nivells del socialisme europeu a partir de l'any 1992, és nomenat secretari general adjunt del Partit Socialista Europeu el 2002, càrrec que ocupa durant dos anys. En 2004, el PSOE l'incorpora en la seva llista de cara a les eleccions al Parlament Europeu, en les que concorre com a candidat dels espanyols en l'exterior. Escollit eurodiputat, rep en encàrrec d'assumir, al mateix temps que el seu escó, la Secretaria General de la Delegació del PSOE al Parlament Europeu durant la legislatura del 2004 al 2009. En 2004, el PSOE Europa busca un nou secretari general per arrencar una nova etapa i representar al projecte de Zapatero sobre els espanyols a l'exterior. Moreno presenta la seva candidatura a la Secretaria General de la federació regional. Sense adversaris, és nomenat secretari general del PSOE Europa en el 7è Congrés, a Brussel·les, el 13 de novembre de 2004. Al mateix temps, accedeix automàticament al Comitè Federal del PSOE, com a membre d'aquest òrgan.
Sota la direcció de Jesús Caldera, presideix el grup de treball que elabora el programa electoral per a espanyols en l'exterior de cara a les eleccions generals espanyoles de 2008.
Després d'esgotar el seu primer mandat com a únic líder regional del PSOE a l'exterior, és reelegit en el 8è Congrés de la federació socialista, a Lausana, el 13 de setembre de 2008. Per segona vegada, cap adversari li disputa la Secretaria General.
En 2009, Moreno no repeteix com a candidat del PSOE Europa a les eleccions del mateix any al Parlament Europeu. En aquest moment, el president dels socialistes europeus, Poul Nyrup Rasmussen, li demana que assumeixi la Secretaria General del Global Progressive Forum per organitzar la campanya mundial socialdemòcrata a favor de la introducció d'una taxa en les transaccions financeres.